# Гипс

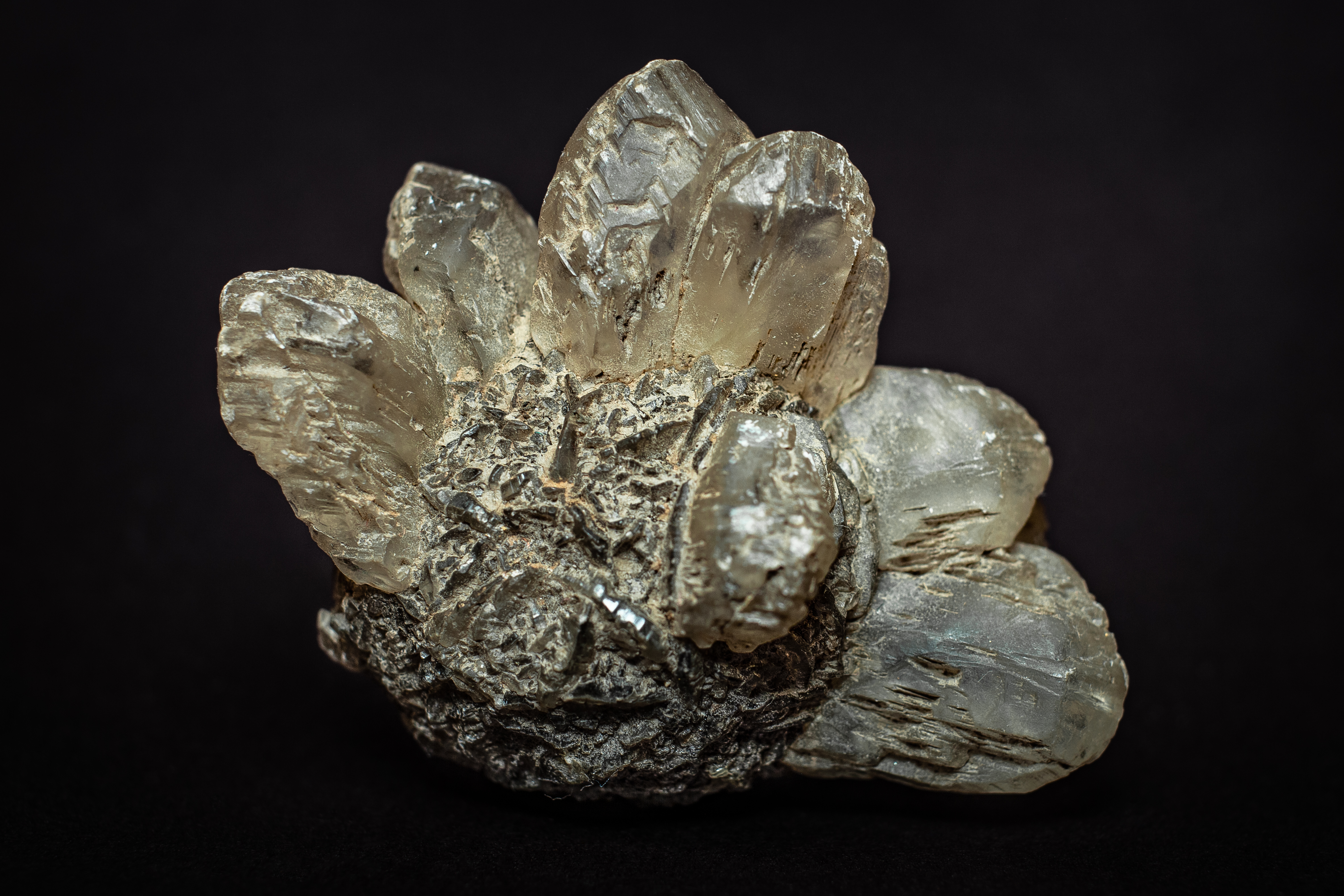

Гипс — минерал из класса сульфатов, по составу дигидрат сульфата кальция с химической формулой {\displaystyle {\ce {CaSO4.2H2O}}}. Волокнистые разновидности гипса называются селенитом или атласным шпатом,:458 а зернистые — алебастром.

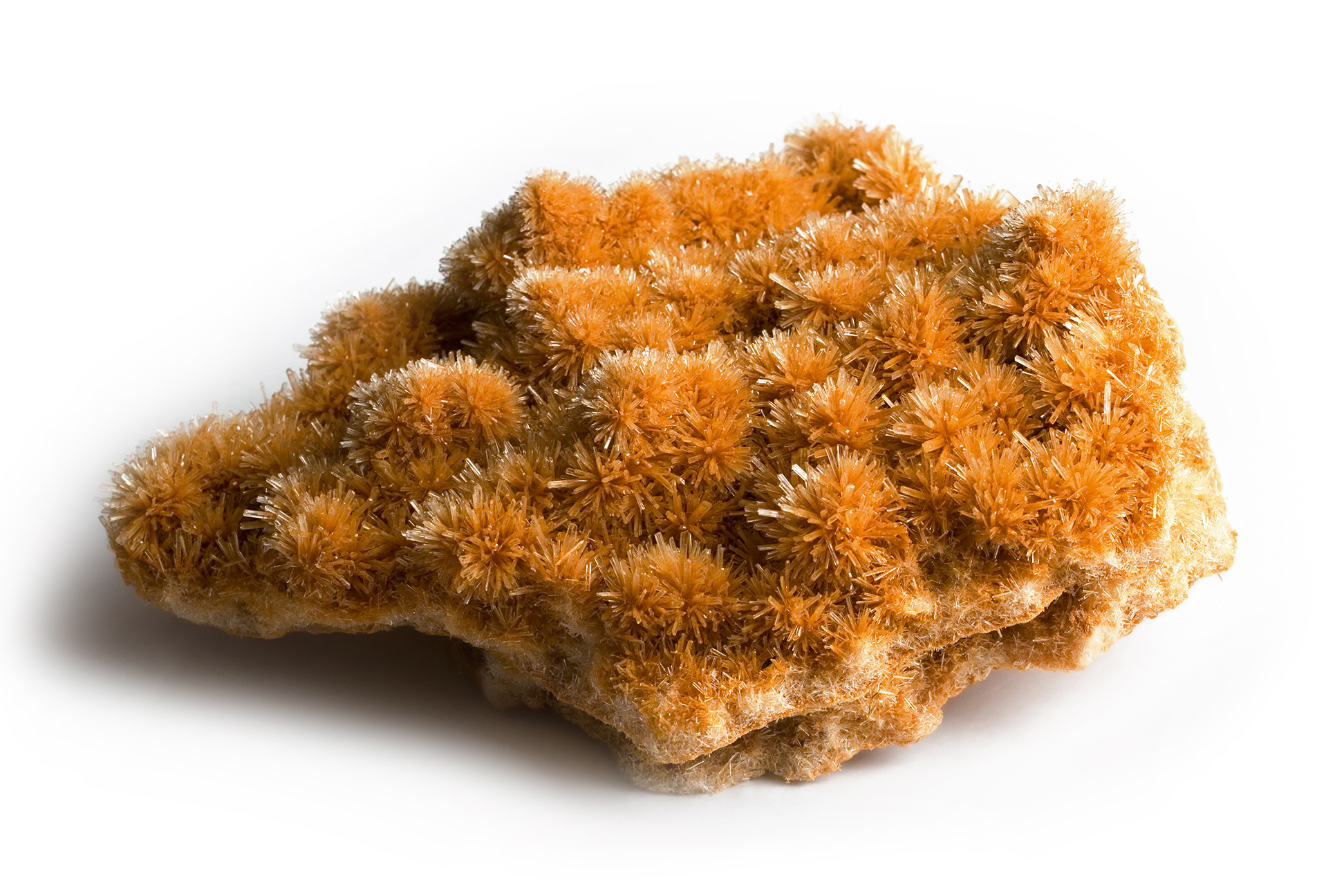
Игольчатые кристаллы гипса. Окр. озера Торренс

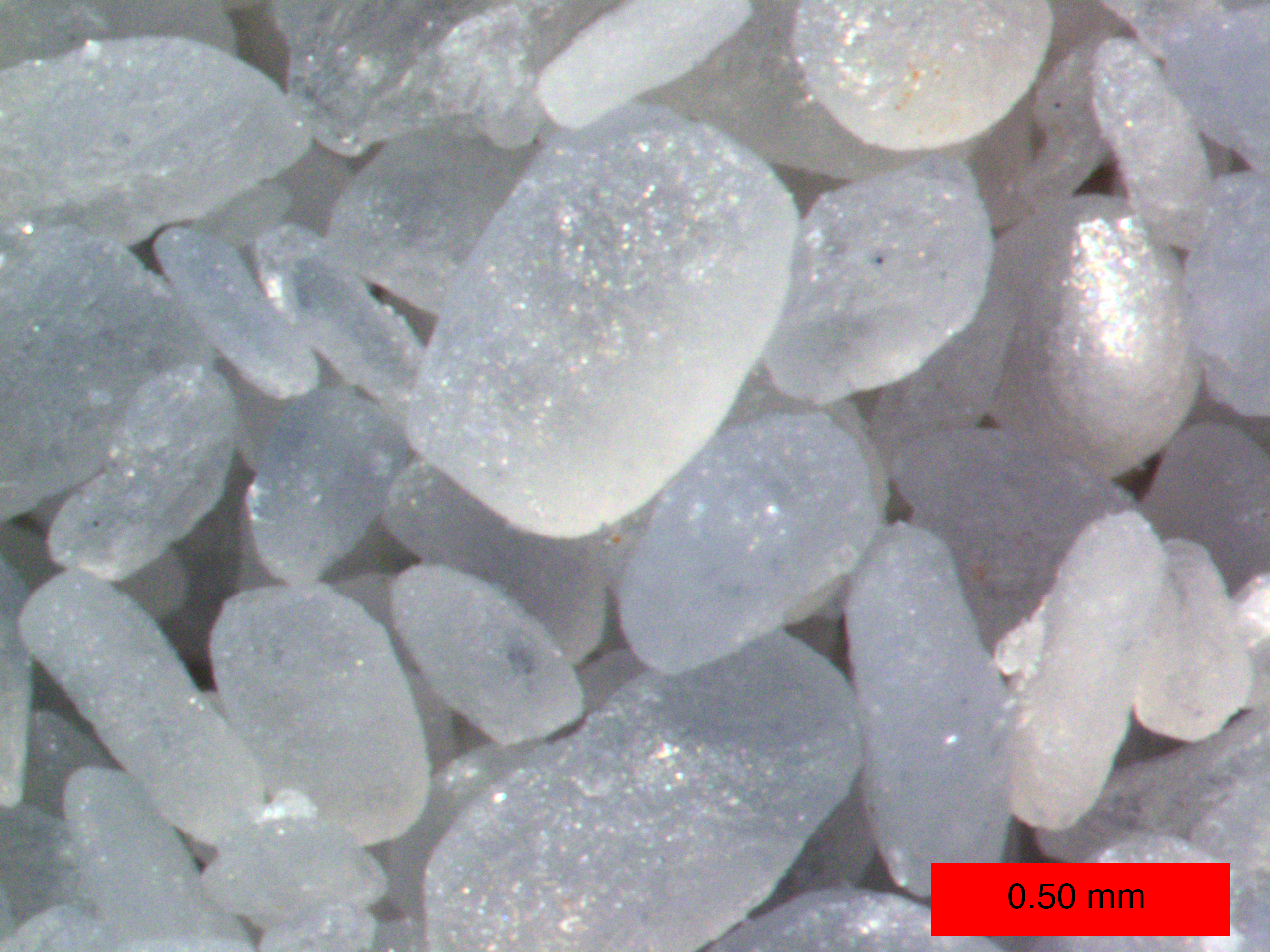
Гипсовый песок из Национального памятника природы «Белые пески» (Уайт-Сэндз) штата Нью-Мексико (США)

## Свойства
Блеск стеклянный или шелковистый (у волокнистых разновидностей), спайность весьма совершенная в одном направлении (расщепляется на тонкие пластинки). Цвет белый, серый, иногда красноватый, при наличии примесей имеет серую, желтоватую, розоватую, бурую окраску. Волокнистые разности дают занозистый излом. Черта белая. Сингония моноклинная. Плотность — 2,3 г/см³, твёрдость по шкале Мооса — 1,5—2. Текстура — массивная.

## Распространение
Гипс — типичный осадочный минерал. Встречается в пластах осадочных пород в форме чешуйчатых, волокнистых или плотных мелкозернистых масс, бесцветных или белых кристаллов, иногда окрашенных захваченными ими при росте включениями и примесями в бурые, голубые, жёлтые или красные тона. Образует прожилки параллельно-волокнистой структуры (селенит) в глинистых осадочных породах, а также сплошные мелкозернистые агрегаты, напоминающие мрамор (алебастр). Иногда в виде землистых агрегатов, а также слагает цемент песчаника. В почвах аридной зоны формируются новообразования гипса: одиночные кристаллы, двойники («ласточкины хвосты»), друзы, «гипсовые розы» и т. д.
Месторождения гипса распространены по всему миру. В России они есть в Пермском крае (Кунгур, Орда), республике Татарстан (Камское Устье), в Тульской области (Новомосковск), в Нижегородской области (Пешелань, Гомзово), Самарской области (Самара), Краснодарском крае (Мостовской, Шедок, Псебай), Карачаево-Черкесской республике (Хабез, Черкесск), Волгоградской области.
Государственный баланс запасов гипса (на 2003 год) в России составляет 3275,9 млн тонн в 86 месторождениях. Более половины запасов находится в Центральном федеральном округе, где расположено 6 крупнейших месторождений. Значительными запасами гипсового сырья также располагают Приволжский и Южный Федеральные округа (в сумме — треть запасов гипса РФ). На сегодня разрабатывается 24 месторождения. Девять крупнейших месторождений России (с запасами более 100 млн тонн): Болоховское, Плетневское, Баскунчакское, Павловское, Скуратовское, Новомосковское, Лазинское, Порецкое и Оболенское. Большинство месторождений содержит смесь гипса (обычно преобладает вплоть до 90%) и ангидрита.

## Применение
Волокнистый гипс (селенит) используют для недорогих ювелирных изделий. Из алебастра издревле вытачивали крупные ювелирные изделия — предметы интерьера (вазы, столешницы, чернильницы и т. д.). Блестящие волокнистые разновидности гипса также известны как эффектный поделочный материал под старым названием «атласный шпат»,:458. Несмотря на высокую степень схожести, многие формы волокнистого гипса тем не менее, далеко не всегда определяются как «селенит».:217
В «сыром» виде используется как удобрение и в целлюлозно-бумажной промышленности, в химической для получения красок, эмали, глазури. 
Путем нагревания и обезвоживания из природного гипса получают гипсовые материалы, которые применяют в качестве связующего в строительном деле (является компонентом портландцементов), в медицине (для ограничения подвижности частей тел при лечении переломов). Такие материалы на основе гипса применяются для создания декоративных элементов в классическом стиле (барельефы, карнизы и т. д.). Широкое применение в архитектуре гипс получил в Античной культуре.
Желтоватые и более плотные разновидности гипса являются хорошим поделочным материалом.

### История
В античности гипс широко использовался в строительстве. Его применяли для получения строительного раствора, в штукатурных работах, а также в литейном деле (при создании форм для литья). Смесь гипса, смолы и свинцовых белил служила как антикоррозийное покрытие. В 1 веке до н.э. прозрачные пластины из кристаллического гипса начали использовать в качестве оконного стекла.